# Mad Maria (livro)
Mad Maria, escrito em 1980, é um livro do escritor brasileiro Márcio Souza e a narrativa transcorre no interior da Amazônia e relata a construção da ferrovia Madeira-Mamoré, entre 1907 e 1912. O projeto liderado pelo empreendedor americano Percival Farquhar tinham o objetivo de construir uma estrada que pudesse competir com o Canal do Panamá.

## Enredo
O livro relata os episódios mais macabros e inacreditáveis dos registros históricos da construção da ferrovia focando-se num período de três meses, Márcio Souza força o leitor a confrontar o inferno. 
A ferrovia Madeira-Mamoré integraria uma região rica em látex na Bolívia com a Amazônia, mas encontrou obstáculos descomunais: 19 cataratas, 227 milhas de pântanos e desfiladeiros, centenas de cobras e escorpiões, a exuberância da floresta amazônica além da malária. As obras inacabadas deixaram um saldo de 3,6 mil homens mortos, 30 mil hospitalizados e uma fortuna em dólares desperdiçada na selva. O engenheiro inglês Stephan Collier comandava com mãos de ferro a construção da ferrovia, liderando um enorme grupo de homens de todo o mundo, indispostos entre si, no meio de uma floresta selvagem, ameaçados por toda a sorte de infortúnios
Indo contra os interesses do seu idealizador, Farquhar, estava o ministro Juvenal de Castro, amigo pessoal do então presidente da República, o marechal Hermes da Fonseca. Planejando derrubar o ministro e tirá-lo do seu caminho, Farquhar descobre o romance extra-conjugal de Castro com a jovem Luísa, e tira proveito desse segredo.

## Adaptação para TV
Mad Maria é uma minissérie brasileira produzida e exibida pela Rede Globo e pelo Canal Futura entre 25 de janeiro e 25 de março de 2005 em 35 capítulos. Escrita por Benedito Ruy Barbosa, com direção de Ricardo Waddington, baseada no romance homônimo de Márcio de Souza. A minissérie foi gravada nas cidades de Porto Velho e Guajará-Mirim, no Estado de Rondônia na Região Norte e as cenas finais rodadas na cidade de Passa Quatro, em Minas Gerais.

## Críticas
Segundo o crítico literário Divino Lindria do Nascimento: "Embora hiperbólico, Mad Maria é já o romance canonizado que resgata o
trágico episódio de nossa história no qual, às custas de milhares de mortes, se tentou levar à selva a modernidade dos trilhos."
Para Cesar Augusto de Araujo Arraes da Sociedade Brasileira para o Progresso da Ciência: "O autor Márcio Souza utiliza em sua obra um recurso impressionante de narração ao unir fatos históricos e questões sociais que se desenvolvem ao longo da trama de maneira cativante e ao mesmo tempo crítica tornando-a assim, riquíssima fonte de conhecimentos histórico-sociais, literários, e culturais, apresentando também os prejuízos e mazelas que este empreendimento deixou como legado à região da Amazônica."
Flavio R. Cavalcanti afirma que "Márcio Souza atribui a esta luta eleitoral a origem de uma hostilidade do governo do Marechal Hermes contra o “Sindicato Farquhar” - inúmeros empreendimentos comprados ou iniciados pelo empresário norteamericano com capitais de investidores europeus. Havia a suspeita de que Farquhar tivesse financiado a “campanha civilista” de Rui Barbosa, e por isso o novo governo, do Marechal Hermes, estaria colocando todo tipo de dificuldades aos seus negócios."
"A ironia amarga de Márcio Souza germina diretamente do coração das trevas." The New York Tikmes Book Review
"Epopéia às avessas, romance notável de um Márcio Souza crescentemente mestre de seu ofício e transbordante de talento, Mad Maria é um faroeste à medida brasileira: sem ilusões, vigilante e pontiagudo como uma flecha na noite escura." Folha de S.Paulo

## Edições
O livro foi lançado em 1980 pela editora Civilização Brasileira. Em 2005 foi reimpresso na coleção "Cadernos de Literatura Brasileira" do Instituto Moreira Salles. Atualmente é publicado pela editora Record.